# Spinozapriset

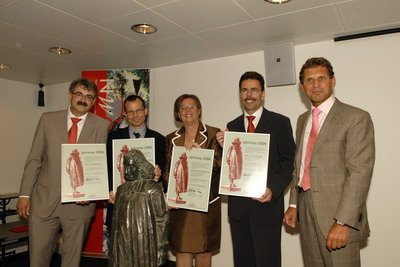
Spinozaprisvinnarna 2006: Jan Zaanen, Ben Scheres, Jozien Benzing och Carl Figdor. Till höger syns chefen för NWO Peter Nijkamp

Spinozapriset (nederländska: Spinozapremie) är ett årligt pris där vinnarna tilldelas 2,5 miljoner euro av Nederlandse Organisatie voor Wetenschappelijk Onderzoek (en), som skall spenderas på ny forskning. Priset är det högsta vetenskapliga utmärkelsen som utges i Nederländerna. Spinozapriset är uppkallad efter filosofen Baruch de Spinoza.
Priset delas ut till forskare i Nederländerna som är bland de bästa inom sina respektive forskningsområden. Akademiker kan nominera varandra och en internationell kommission värderar de inkomna nomineringarna. Priset omnämns ibland som en nederländsk version av Nobelpriset.

## Lista över vinnare
Följande personer har tilldelats detta pris:
- 1995 - Frank Grosveld, Ed van den Heuvel, Gerard 't Hooft, Frits van Oostrom
- 1996 - Johan van Benthem, Peter Nijkamp, George Sawatzky
- 1997 - Frits Kortlandt, Bob Pinedo, Rutger van Santen
- 1998 - Jan Hoeijmakers, Hendrik Lenstra, Pieter Muysken
- 1999 - Carlo Beenakker, René de Borst, Anne Cutler, Ronald Plasterk
- 2000 - Ewine van Dishoeck, Daan Frenkel, Dirkje Postma
- 2001 - Dorret Boomsma, Hans Clevers, Bert Meijer, Hans Oerlemans
- 2002 - Henk Barendregt, Els Goulmy, Ad Lagendijk, Frits Rosendaal
- 2003 - Lans Bovenberg, Cees Dekker, Robbert Dijkgraaf, Jan Luiten van Zanden
- 2004 - Jaap Sinninghe Damsté, Ben Feringa, Rien van IJzendoorn, Michiel van der Klis
- 2005 - René Bernards, Peter Hagoort, Detlef Lohse, Lex Schrijver
- 2006 - Jozien Bensing, Carl Figdor, Ben Scheres, Jan Zaanen
- 2007 - Deirdre Curtin, Marcel Dicke, Leo Kouwenhoven, Wil Roebroeks
- 2008 - Marjo van der Knaap, Joep Leerssen, Theo Rasing, Willem de Vos
- 2009 - Albert van den Berg, Michel Ferrari, Marten Scheffer
- 2010 - Naomi Ellemers, Marijn Franx, Piet Gros, Ineke Sluiter
- 2011 - Heino Falcke, Patti Valkenburg, Erik Verlinde
- 2012 - Mike Jetten, Ieke Moerdijk, Annemarie Mol, Alexander Tielens
- 2013 - Mikhail Katsnelson, Piek Vossen, Bert Weckhuysen
- 2014 - Dirk Bouwmeester, Corinne Hofman, Mark van Loosdrecht, Theunis Piersma
- 2015 - René Janssen, Birgit Meyer, Aad van der Vaart, Cisca Wijmenga
- 2016 - Wilhelm Huck, Lodi Nauta, Mihai Netea, Bart van Wees
- 2017 - Eveline Crone, Albert Heck, Michel Orrit, Alexander van Oudenaarden
- 2018 - Anna Akhmanova, Carsten de Dreu, Marileen Dogterom, John van der Oost
- 2019 - Bas van Bavel, Ronald Hanson, Amina Helmi, Yvette van Kooyk

### Fotnoter
1. ↑  ”Spinoza prize”. Netherlands Organisation for Scientific Research. Arkiverad från originalet den 2 augusti 2020. https://web.archive.org/web/20200802090157/https://www.nwo.nl/en/research-and-results/programmes/spinoza+prize. Läst 11 mars 2014.
2. 1 2  ”Spinozaprijs voor statisticus en chemicus” (på nederländska). NU.nl. 12 juni 2015. http://www.nu.nl/wetenschap/4067607/spinozaprijs-statisticus-en-chemicus.html. Läst 12 juni 2015.
3. ↑  ”Spinoza Laureates”. Netherlands Organisation for Scientific Research. Arkiverad från originalet den 1 november 2020. https://web.archive.org/web/20201101082722/https://www.nwo.nl/en/research-and-results/programmes/spinoza+prize/spinoza+laureates. Läst 11 mars 2014.